# Campeonato Mundial de Atletismo Sub-20 de 2022 - Decatlo masculino
A prova do decatlo masculino do Campeonato Mundial de Atletismo Sub-20 de 2022 ocorreu nos dias 1 e 2 de agosto de 2022 no Estádio Olímpico Pascual Guerrero, em Cali, na Colômbia.

## Recordes
Antes desta competição, os recordes mundiais e do campeonato nesta prova eram os seguintes:
|       | Nome            | Nacionalidade | Pontos | Local    | Data                |
| ----- | --------------- | ------------- | ------ | -------- | ------------------- |
| WU20R | Niklas Kaul     | Alemanha      | 8435   | Grosseto | 23 de julho de 2017 |
| CR    | Ashley Moloney  | Austrália     | 8190   | Tampere  | 11 de julho de 2018 |
| WU20L | Jacob Thelander | Suécia        | 7823   | Ljungby  | 22 de maio de 2022  |

## Medalhistas
| Ouro                   | Prata                 | Bronze               |
| Gabriel Emmanuel (NED) | Jacob Thelander (SWE) | Elliot Duvert/ (SWE) |

## Cronograma
Todos os horários são locais (UTC-5).
| Data        | Hora  | Evento                      |
| ----------- | ----- | --------------------------- |
| 1 de agosto | 06:10 | 100 metros rasos            |
| 1 de agosto | 07:08 | Salto em distância          |
| 1 de agosto | 08:50 | Arremesso de peso           |
| 1 de agosto | 12:00 | Salto em altura             |
| 1 de agosto | 14:55 | 400 metros rasos            |
| 2 de agosto | 05:30 | 110 metros com barreiras    |
| 2 de agosto | 06:20 | Arremesso de disco Grupo A  |
| 2 de agosto | 07:27 | Arremesso de disco Grupo B  |
| 2 de agosto | 09:15 | Salto com vara              |
| 2 de agosto | 11:50 | Lançamento de dardo Grupo A |
| 2 de agosto | 13:00 | Lançamento de dardo Grupo B |
| 2 de agosto | 14:30 | 1500 metros rasos           |

## Resultado final
| Posição           | Atleta                    | Nacionalidade | 100 m | SD   | AP    | SA   | 400 m | 110 m | AD    | SV     | LD    | 1500 m  | Pontos | Notas           |
| ----------------- | ------------------------- | ------------- | ----- | ---- | ----- | ---- | ----- | ----- | ----- | ------ | ----- | ------- | ------ | --------------- |
| Medalha de ouro   | Gabriel Emmanuel          | Países Baixos | 10.68 | 7.30 | 15.09 | 2.02 | 49.46 | 13.83 | 47.46 | 3.70   | 54.89 | 4:57.72 | 7860   | WU20L           |
| Medalha de prata  | Jacob Thelander           | Suécia        | 10.90 | 7.53 | 12.53 | 2.08 | 49.24 | 14.83 | 40.89 | 4.40   | 57.02 | 4:52.92 | 7770   |                 |
| Medalha de bronze | Elliot Duvert             | Suécia        | 11.34 | 7.25 | 13.94 | 1.99 | 51.05 | 14.34 | 40.81 | 4.90   | 49.97 | 4:53.71 | 7622   | Recorde pessoal |
| 4                 | Abraham Sandvin Vogelsang | Noruega       | 11.25 | 7.23 | 12.51 | 1.99 | 51.41 | 14.20 | 44.19 | 4.60   | 52.94 | 4:55.05 | 7567   | Recorde pessoal |
| 5                 | Josmi Sánchez             | Cuba          | 11.44 | 7.07 | 13.32 | 1.96 | 51.01 | 14.57 | 40.17 | 4.80   | 52.20 | 4:41.84 | 7527   | Recorde pessoal |
| 6                 | Pierre Blaecke            | França        | 11.26 | 7.12 | 13.49 | 1.87 | 50.44 | 14.81 | 35.36 | 4.70   | 55.30 | 4:26.71 | 7520   |                 |
| 7                 | Matthias Lasch            | Áustria       | 11.10 | 6.90 | 13.43 | 1.87 | 51.28 | 15.21 | 41.32 | 4.50   | 67.66 | 4:49.52 | 7516   | Recorde pessoal |
| 8                 | Jan Duhovnik              | Eslovênia     | 10.91 | 7.34 | 13.55 | 1.87 | 49.39 | 14.71 | 46.89 | 3.90   | 54.58 | 5:02.52 | 7491   | Recorde pessoal |
| 9                 | Sacha Rifflart            | França        | 11.12 | 6.85 | 14.81 | 1.84 | 49.94 | 14.11 | 40.15 | 4.30   | 50.38 | 4:42.43 | 7457   |                 |
| 10                | Yoram Vriezen             | Países Baixos | 11.03 | 6.82 | 13.71 | 1.84 | 49.09 | 14.15 | 37.89 | 4.20   | 47.06 | 4:28.42 | 7404   |                 |
| 11                | Andrin Huber              | Suíça         | 11.31 | 6.81 | 14.40 | 1.90 | 50.10 | 14.77 | 36.91 | 4.20   | 57.92 | 4:36.97 | 7398   |                 |
| 12                | Nate Paris                | Canadá        | 10.56 | 7.11 | 11.72 | 2.05 | 48.08 | 14.80 | 35.58 | 3.90   | 46.47 | 4:55.12 | 7309   | Recorde pessoal |
| 13                | Michal Jára               | Chéquia       | 11.04 | 7.10 | 11.62 | 1.90 | 50.22 | 14.95 | 38.47 | 4.40   | 50.23 | 4:46.46 | 7244   |                 |
| 14                | Sebastian Monneret        | Dinamarca     | 11.10 | 6.75 | 13.47 | 1.75 | 48.84 | 15.30 | 35.63 | 4.30   | 45.02 | 4:26.12 | 7120   |                 |
| 15                | Alberto Nonino            | Itália        | 11.21 | 7.06 | 11.70 | 1.87 | 51.57 | 14.34 | 35.04 | 4.60   | 42.12 | 4:47.23 | 7054   |                 |
| 16                | Zsombor Gálpál            | Hungria       | 11.35 | 6.24 | 15.60 | 1.78 | 51.74 | 14.88 | 37.48 | 4.30   | 52.63 | 4:47.69 | 7037   |                 |
| 17                | Pol Ferrer                | Espanha       | 10.76 | 6.97 | 13.46 | 1.93 | 49.32 | 14.68 | 42.05 | NM     | 45.16 | 4:37.95 | 6808   |                 |
| 18                | Joonas Lapinkero          | Finlândia     | 11.23 | 6.16 | 12.65 | 1.78 | 49.58 | 14.51 | 36.18 | 3.90   | 46.25 | 4:51.36 | 6751   |                 |
| 19                | Lars Mäsing               | Suíça         | 11.40 | 6.58 | 11.88 | 1.78 | 51.21 | 14.69 | 41.45 | 4.00   | 40.46 | 4:47.20 | 6742   |                 |
| 20                | Elie Bacari               | Bélgica       | 10.69 | 7.01 | 12.48 | 1.96 | 50.67 | 13.96 | 36.61 | 3.60   | 48.47 | DNF     | 6585   |                 |
| 21                | Petr Svoboda              | Chéquia       | 10.98 | 7.03 | 11.50 | 1.81 | 49.80 | 14.34 | 38.61 | NM     | 39.15 | 4:31.52 | 6454   |                 |
| 22                | Sammy Ball                | Grã-Bretanha  | 10.90 | 6.71 | 14.55 | 1.96 | 48.43 | 15.21 | 39.97 | 3.70   | DNS   | DNS     | DNF    |                 |
| 22                | Tyrel Prenz               | Alemanha      | 11.14 | 6.78 | 12.05 | 1.78 | 48.31 | 14.82 | 35.91 | 0\| NM | DNS   | DNS     | DNF    |                 |
| 22                | Samuel Werner             | Alemanha      | 11.30 | 6.82 | 13.12 | 1.81 | 49.61 | DNS   | DNS   | DNS    | DNS   | DNS     | DNF    |                 |
| 22                | Andreas Hantson           | Estónia       | 11.83 | 6.84 | 12.20 | 1.96 | 54.31 | DNS   | DNS   | DNS    | DNS   | DNS     | DNF    |                 |
| 22                | Samandar Makhmudov        | Uzbequistão   | 11.66 | 7.01 | 12.60 | 1.87 | DNS   | DNS   | DNS   | DNS    | DNS   | DNS     | DNF    |                 |
| 22                | Thomas van der Poel       | Bélgica       | 11.11 | 7.22 | 12.43 | DNS  | DNS   | DNS   | DNS   | DNS    | DNS   | DNS     | DNF    |                 |

Legenda
| Recorde mundial       | Recorde mundial (World record)               |                       | Recorde africano                      | Recorde africano (African) |                                           | Q | Classificado por posição (Qualified) |
| Recorde do campeonato | Recorde do campeonato (Championship record)  | Recorde da América    | Recorde da América (Americas)         | q                          | Classificado por melhor tempo (Qualified) |   |                                      |
| Melhor marca do ano   | Melhor marca do ano (World leading)          | Recorde asiático      | Recorde asiático (Asian)              | DNS                        | Não largou (Did not start)                |   |                                      |
| Recorde nacional      | Recorde nacional (National record)           | Recorde europeu       | Recorde europeu (European)            | DNF                        | Não terminou (Did not finish)             |   |                                      |
| Recorde pessoal       | Recorde pessoal do atleta (Personal best)    | Recorde da Oceania    | Recorde da Oceania (Oceania)          | DSQ / DQ                   | Desclassificado (Disqualified)            |   |                                      |
| Recorde da temporada  | Recorde da temporada do atleta (Season best) | Recorde sul-americano | Recorde sul-americano (South America) | NM                         | Sem marca (No mark)                       |   |                                      |